# Joya del Gavilán
Joya del Gavilán är en ort i Mexiko.   Den ligger i kommunen Santa Catarina och delstaten San Luis Potosí, i den centrala delen av landet, 230 km norr om huvudstaden Mexico City. Joya del Gavilán ligger 819 meter över havet och antalet invånare är 116.
Terrängen runt Joya del Gavilán är kuperad. Runt Joya del Gavilán är det ganska glesbefolkat, med 22 invånare per kvadratkilometer. Närmaste större samhälle är Santa María Acapulco, 2,5 km sydost om Joya del Gavilán. I omgivningarna runt Joya del Gavilán växer huvudsakligen savannskog.